# 桜井常五郎
桜井 常五郎（さくらい つねごろう、天保3年（1832年） - 慶応4年3月5日（1868年3月28日））は、江戸時代末期（幕末）の尊皇攘夷派志士。赤報隊北信分遣隊長。

## 生涯
信濃国佐久郡春日村（現・長野県佐久市）の村役人の三男として生まれ、同村の康国寺で学問を、上野国で馬庭念流剣術を学ぶ。同郡上塚原村（現・佐久市）の神官の養子となり、農業の合間に剣術道場を開く。
文久元年（1861年）の和宮降嫁と中山道通行の助郷を巡って幕府役人と揉め、江戸に出て「佐久間左膳」を名乗り、斎藤弥九郎道場を拠点に、相楽総三や益満休之助ら尊王の志士と交わる。慶応4年（1868年）1月、相楽総三が京都から赤報隊を率いて、官軍の先鋒として中山道を東下する際、近江国彦根から同道し、北信分遣隊の遊撃隊長として追分宿に布陣した。碓氷峠を占拠する際には神祇官長官白川伯王家の白川千代麿を奉じて「神祇隊」を組織し、小諸藩・上田藩・松代藩・天領中之条陣屋に隊士を派遣し、維新政府による新政の徹底に奔走した。また天領御影陣屋に周辺83か村の庄屋（名主）を集め、年貢半減の告知を布告した。
しかし、維新政府は間もなく年貢半減策を否定し、「偽官軍」の汚名を着せられた北信分遣隊も、追分の宿所である「大黒屋」を小諸藩や上田藩等に急襲され、捕縛された（追分戦争）。のちに隊を指導した常五郎と小林六郎、中山仲の3名は追分で斬首刑となった。

## 辞世の句
- 復古王三月 狂風折玉枝 是非千載事 天地有明智